# Inklúzió
Az inklúzió a közoktatás fontos fogalma, az integráció társfogalma. Szemléleti befogadást és elfogadást jelent.

## Fogalma
Az inkluzív, befogadó iskolai oktatás személyiségre orientált.
Feladata, hogy 
- megteremtse minden tanuló egymással való sokoldalú interakciós, kommunikációs és kooperatív nevelési-oktatási lehetőségét.
- biztosítsa a tudáselsajátítás, a jártasságok, készségek, képessége, kompetenciák, gondolkodási erők, megszerzésének, fejlesztésének aktív, konstruktív ösztönzési folyamatát.

Az inkluzív didaktika gyermekcentrikus, mivel az adott fejlődési-gondolkodási- és tevékenységi szint bázisára épít. Az inkluzív iskolában - a comeniusi és ratkei elvek alapján - mindenkinek mindent meg szabad tanulnia. Legfontosabb módszere a reflektív tanulást elősegítő, a felfedezést, a kreativitást, a kooperációt előtérbe helyező oktatási stratégia. Sokat és bátran merít a reformpedagógia gyakorlatából is.

## Az inkluzív iskola jellemzői
- A kirekesztés és kirekesztettség mindenfajta formájának megelőzése.
- Elfogadó közösség kialakítása, a diszkriminatív attitűdök megváltoztatása.
- Meleg, elfogadó iskolai légkör.
- Nyitottság.
- Pozitív teljesítményelvárás.
- Együttmunkálkodás, kooperáció.
- Alacsony fluktuáció a tanárok és a tanítványok között.
- Együttműködés, megfelelő partneri kapcsolat kialakítása a szülőkkel.
- Gyermekközpontúság.
- Tevékenységre orientált oktatás, tanulási tapasztalatokon keresztüli problémamegoldás.
- A tanulók saját tapasztalataihoz közelálló, gyakorlatra orientált, jól motiváló tanítás.
- A speciális nevelési szükségletek maximális figyelembe vételével való oktatás, nevelés.
- A felmerülő tanulási nehézségek esetén elsősorban nem a gyermekben keresi a hibát, hanem magában az oktatás milyenségében.
- Hatékony nevelési-oktatási módszerek biztosítása, amelyek alkalmasak valamennyi gyermek sikeres fejlesztésére.
- Mérték szerinti oktatás: egyéni képzési, nevelési terv, kooperatív tanulás, szervezeti formák, tanulási-tanítási stratégiák, szükséges mértékű és milyenségű támogatás, folyamatos segítségadás, differenciált követelmények stb.
- Tanárok és a segítő szakemberek (pszichológus, terapeuta, gyógytornász, logopédus, orvos stb.) hatékony együttműködése.
- Hatékony motiválás, segítő támogatás.
- A hiányra, deficitre orientálást az erősségekre, kompetenciára támaszkodó modell váltja fel.
- Megfelelő technikai eszközök biztosítása.
- Az emberi egészt szem előtt tartó, komplex értékelés: a teljesítmény az egyén lehetséges fejlődési potenciáljában, és a fejlődés ütemében realizálódik, mégpedig komplex módon. Értékelés közben tekintetbe veszi az értékelés sokszínű funkcióit.

- Belső differenciálás, individualizáció, tevékenységorientáció.
- A reformpedagógiai elemek beépítése az oktatásba. Az inkluzív iskolában a különböző munkaformák megválasztását a reformpedagógiai koncepciók, valamint a kognitív pszichológia és a konstruktív didaktika elvei irányítják.

## Az inkluzív oktatás feltételei
- Az iskolarendszer demokratikus volta, alternativitása, nyitottsága, azaz integrációbarát volta.
- A tanári szerep megváltozása: a reflektív magatartás kialakítása; a tanulók emocionális, szociális, szituatív elfogadása; kommunikáció a szülőkkel; készség és nyitottság a folyamatos továbbképzésre, a saját pedagógiai tevékenység folyamatos analízise; a gyermek megfigyelése komplex és változatos szituációban.
- A felsőoktatás keretei között az inklúzió elméleti és gyakorlati kérdéseinek oktatása feltétlenül fontos a tanárjelöltek számára.
- Kívánatos a pedagógusok gyógypedagógiai ismerete, az, hogy rendelkezzenek bizonyos gyógypedagógiai alapozó tudással a tanulást akadályozó körülményekről.
- Fontos a család pozitív, nyitott, támogató hozzáállása, a szülők folyamatos tájékoztatása, a velük való állandó kapcsolattartás.
- A gyógypedagógiai iskolák hagyományos szerepének megváltozása.